# Lydia Williams
Lydia Grace Yilkari Williams (Katanning, 13 de maio de 1988) é uma futebolista profissional australiana que atua como goleira.

## Carreira
Lydia Williams integrou o elenco da Seleção Australiana de Futebol Feminino, nas Olimpíadas de 2016. 